# Murati
Pour les articles homonymes, voir Murati (homonymie).
Murati (en serbe cyrillique : Мурати) est un village de Bosnie-Herzégovine. Il est situé dans la municipalité de Kozarska Dubica et dans la république serbe de Bosnie. Selon les premiers résultats du recensement bosnien de 2013, il compte 190 habitants.

## Démographie

### Évolution historique de la population dans la localité
| 1948 | 1953 | 1961 | 1971 | 1981 | 1991 | 2013 |
| ---- | ---- | ---- | ---- | ---- | ---- | ---- |
| 200  | 193  | 175  | 193  | 186  | 217, | 190  |

|  |